# 909 TCN
909 TCN là một năm trong lịch La Mã.